# Miejski Zakład Komunikacyjny w Białej Podlaskiej

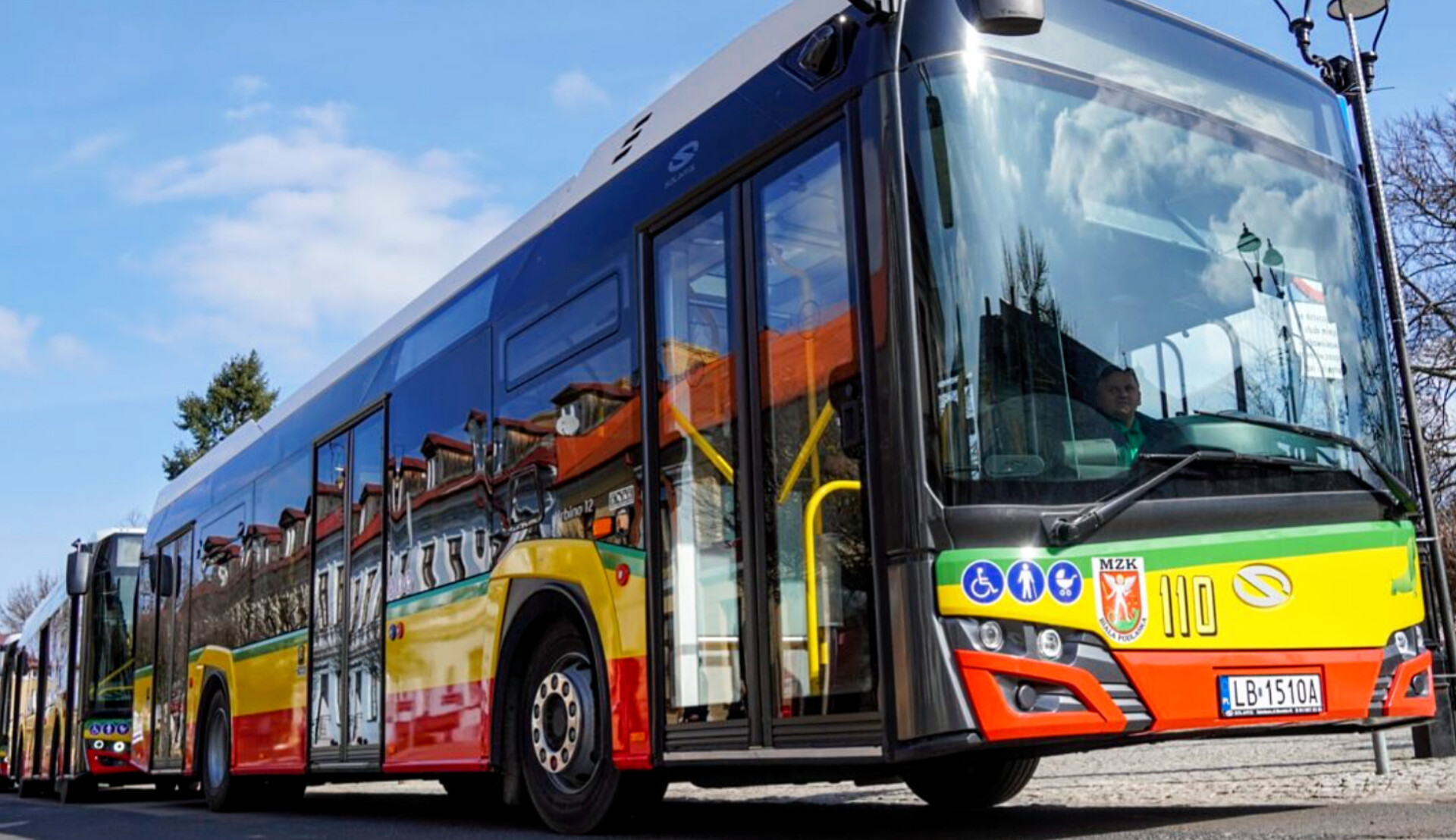
Autobus MZK Biała Podlaska

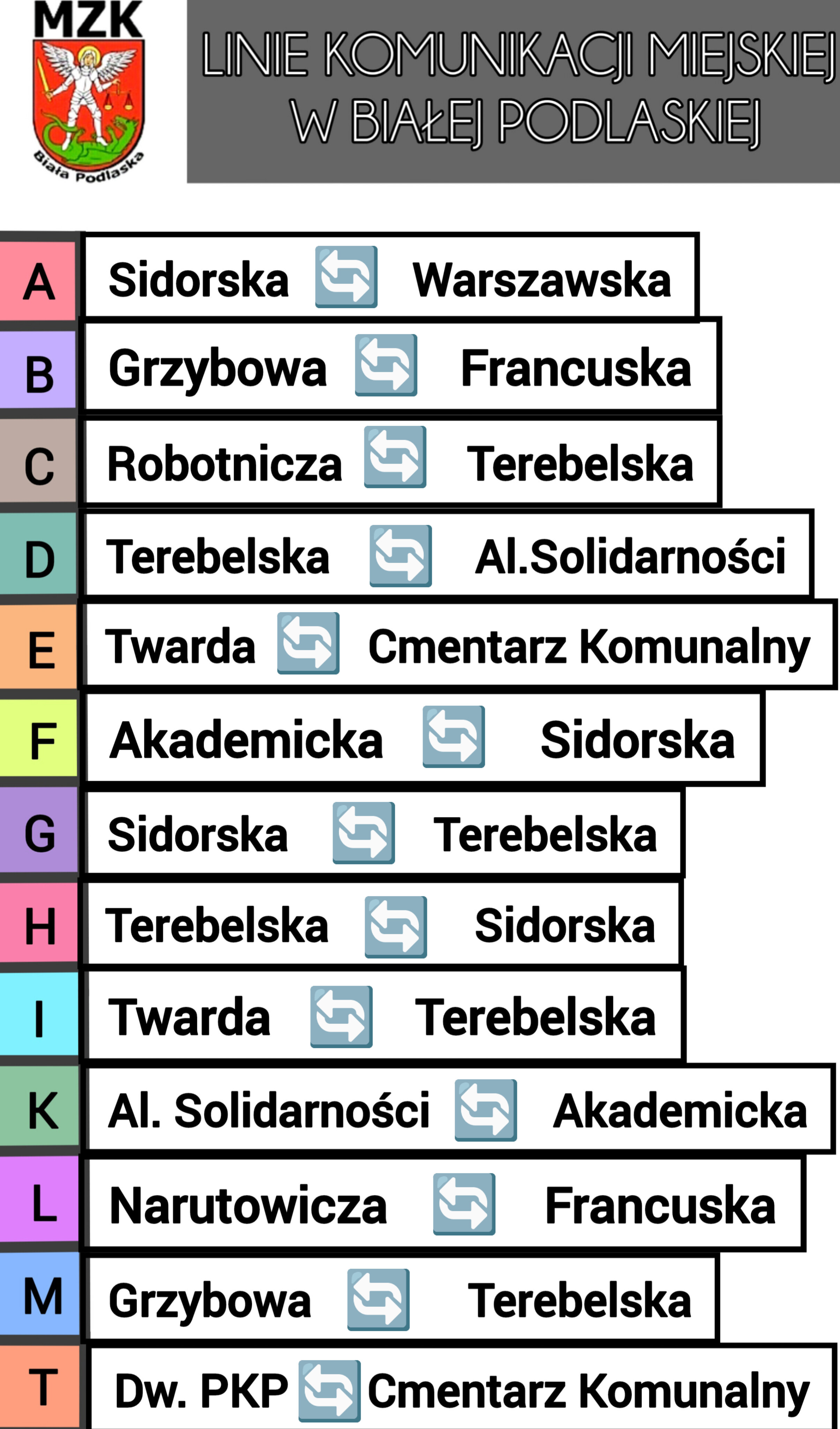
Linie autobusowe MZK Biała Podlaska

Miejski Zakład Komunikacyjny w Białej Podlaskiej – firma zajmująca się realizacją transportu publicznego (przewozami autobusowymi) w Białej Podlaskiej, w okresie od 1 stycznia 2008 do 26 czerwca 2015 na zlecenie bialskiego Zarządu Komunikacji Miejskiej.

## Historia
- 2 stycznia 2008 – wielka reorganizacja komunikacji miejskiej – 19 dotychczasowych linii autobusowych oznaczonych liczbami zamieniono na 8 oznaczonych literami od „A” do „H”. Ponadto linię „100” (obsługiwaną przez prywatną firmę PKM Wiczuk) przemianowano na „I”. Nieco później utworzono 2 dodatkowe linie „cmentarne” (kursy tylko w weekendy i dni świąteczne) – „P” i „T”.
- 1 stycznia 2018 – MZK przejął linie „I” i „P”, które dotychczas obsługiwała prywatna firma; linia „P” została połączona z linią „T”[2].
- 3 stycznia 2018 – na bialskim rynku odbyła się prezentacja 2 nowo zakupionych autobusów Scania Citywide 10,9LF (#089 i #090), które niebawem wyjadą na ulice miasta[3][4].
- 2 września 2019 – uruchomiono nową linię autobusową „K” w relacji Cmentarz Komunalny — ul. Kasprowicza; autobusy kursują w dni robocze; linia omija ścisłe centrum miasta[5].
- 1 stycznia 2020 – powstały dwie strefy opłat – miejska (S1) i podmiejska (S2) – przejazd przez granicę strefy podnosi opłatę cenę normalnego biletu jednorazowego lub czasowego o 1 PLN. Ponadto wchodzi w życie podwyżka cen biletów – przykładowo cena normalnego biletu na przejazd jednorazowy albo na 30 minut z dowolną ilością przesiadek wzrosła z 2,40 do 2,80 PLN.[6].
- 25 stycznia 2020 — na przystankach przy ul. Terebelskiej i ul. Narutowicza pojawiły się pierwsze biletomaty. Oprócz zakupu biletów realizują też doładowania kart miejskich[7].
- 21 marca 2024 – 3 nowe Solarisy Urbino 12 rozpoczynają służbę w barwach MZK Biała Podlaska[8].
- 7 czerwca 2024 – po wybudowaniu ul. Armii Krajowej uruchomiono linię „L”[9].
- 1 stycznia 2025 – podwyżka cen biletów; bilet jednorazowy lub na 30 minut kosztować teraz będzie 3,20 PLN[10].
- 2 stycznia 2025 – uruchomiono nową linię autobusową „M”; autobusy kursują przez oddany do użytku dwa tygodnie wcześniej nowy most przez Krznę[11].
- Marzec 2025 – czwarty Solaris Urbino 12 we flocie MZK Biała Podlaska[12].

## Tabor[13]
| Model autobusu                                       | Eksploatacja od                                      | przewóz osób na wózkach                              | Liczba |
| ---------------------------------------------------- | ---------------------------------------------------- | ---------------------------------------------------- | ------ |
| Jelcz M101l/3 „Salus”                                | 2006                                                 | przewóz osób na wózkach                              | 3      |
| Jelcz M101l/4 „Salus”                                | 2007                                                 | przewóz osób na wózkach                              | 4      |
| Solbus SM12 „Solcity”                                | 2012                                                 | przewóz osób na wózkach                              | 12     |
| Scania 10,9LF„Citywide”                              | 2017                                                 | przewóz osób na wózkach                              | 2      |
| MAN NL263 Lion’s City                                | 2018                                                 | przewóz osób na wózkach                              | 1      |
| Scania 12LF "Citywide"                               | 2019                                                 | przewóz osób na wózkach                              | 5      |
| Solbus SM 10 Solcity                                 | 2021                                                 | przewóz osób na wózkach                              | 2      |
| Solaris Urbino 10,5 IV                               | 2022                                                 | przewóz osób na wózkach                              | 2      |
| Solaris Urbino 12 hybrid                             | 2022                                                 | przewóz osób na wózkach                              | 1      |
| Solaris Urbino 12 IV                                 | 2024                                                 | przewóz osób na wózkach                              | 4      |
| Solaris Urbino 12 IV electric                        | 2025                                                 | przewóz osób na wózkach                              | 6      |
| Liczba pojazdów                                      | Liczba pojazdów                                      | Liczba pojazdów                                      | 42     |
| Udział autobusów niskopodłogowych i niskowejściowych | Udział autobusów niskopodłogowych i niskowejściowych | Udział autobusów niskopodłogowych i niskowejściowych | 100%   |